# Ольшанка (Брестская область)
Ольша́нка (бел. Альшанка) — деревня в Пинском районе Брестской области Беларуси. Входит в состав Поречского сельсовета. Расположена в 19 км от автодороги Ивацевичи — Пинск — Столин (Р-6) и в 39 км от города Пинск. По переписи населения 2019 года в деревне насчитывалось 46 жителей.

## История
- Конец XVIII века — является владением Скирмунтов
- 1928 год имение подверглось парцелляции с отторжением в пользу государства двух урочищ и созданием отдельных хозяйств: Рабина (80 га земли: 3 хозяйства, 37 жителей) и Барбушка (35 га земли, 2 хозяйства, 35 жителей). Кроме того, с 1932 года в собственности Тадеуша Лукаса находилось 5,7 га пашни, 296,8 га лугов, 1216,3 га леса, 40 га иных территорий. (недоступная ссылка)

## Достопримечательности
- Памятник землякам, погибшим в годы Великой Отечественной войны (1979 год)